# Igreja de Santa Maria de Meinedo
A Igreja de Santa Maria de Meinedo, também referida como Igreja Paroquial de Meinedo, Igreja de Santa Maria Maior ou Igreja de Nossa Senhora das Neves, encontra-se localizada em Meinedo, no Município de Lousada, em Portugal.
A fundação da igreja data do final do século XIII.
Está classificada como Imóvel de Interesse Público pelo Dec. nº. 34 452, DG 59 de 20 Março de 1945.
Integra a Rota do Românico do Vale do Sousa.